# Bilibili Gaming
Bilibili Gaming é uma organização de esportes eletrônicos sediada na China . Fundada em dezembro de 2017, quando a Bilibili, uma plataforma chinesa de compartilhamento de vídeos, adquiriu o elenco do I May League of Legends. A equipe se expandiu para Overwatch em março de 2019, com a formação de uma equipe da Overwatch Contenders Academy para o Hangzhou Spark, uma equipe da Overwatch League de propriedade da Bilibili. Mais tarde naquele ano, a equipe de Overwatch da BLG venceu o torneio LanStory Cup 2019 Summer.

### História
A Bilibili entrou no cenário profissional de League of Legends em 17 de dezembro de 2017 com a aquisição da equipe LPL I May. A equipe foi rebatizada como Bilibili Gaming.
Depois de terminar entre os dois primeiros na Etapa de Primavera da LPL 2023, a equipe se classificou para o MSI pela primeira vez em sua história. A Bilibili Gaming conquistou seu primeiro título da LPL na Etapa de Primavera da LPL 2024, após vencer a Top Esports por 3-1.